# Otto Zelenka
Otto Zelenka (12. března 1931 Kralupy nad Vltavou – 22. října 2013 Praha) byl český spisovatel, dramatik, dramaturg a scenárista, bratr humoristy a scenáristy Bedřicha Zelenky, manžel scenáristky a dramaturgyně Bohumily Zelenkové a otec režiséra a scenáristy Petra Zelenky.
Po maturitě na kralupském gymnáziu studoval dramaturgii a scenáristiku na pražské FAMU. Působil nejprve jako dramaturg v Československé televizi, poté pracoval jakožto dramaturg a scenárista ve Filmovém studiu Barrandov. V devadesátých letech působil jako odborný asistent na pražské FAMU.
Jeho nejbližšími spolupracovníky byli režisér František Filip a manželka Bohumila Zelenková.

## Dílo

### Divadelní hry
- Věčně tvůj
- Babička hodně četla
- Občan Čančík
- Bumerang

### Filmy a seriály, výběr
- 1958 Hlavni výhra
- 1959 Dům na Ořechovce
- 1961 Every Penny Counts
- 1963 Začít znova
- 1965 Bílá paní
- 1966 Flám
- 1968 Sňatky z rozumu (TV seriál)
- 1969 Odvážná slečna
- 1971 F. L. Věk (TV seriál)
- 1974 Haldy (TV seriál)
- 1985 Tísňové volání
- 1986 Zlá krev
- 1988 Cirkus Humberto (TV seriál)
- 1989 Člověk proti zkáze